# Denis Alekseyevich Davydov
Bản mẫu:Eastern Slavic name
Denis Alekseyevich Davydov (tiếng Nga: Денис Алексеевич Давыдов; sinh ngày 22 tháng 3 năm 1995) là một tiền đạo bóng đá người Nga hiện tại thi đấu cho F.K. Spartak Moskva.

## Sự nghiệp câu lạc bộ
Anh có màn ra mắt tại Giải bóng đá ngoại hạng Nga cho F.K. Spartak Moskva vào ngày 28 tháng 9 năm 2013 trong trận đấu với F.K. Zenit St. Petersburg.

### Thống kê sự nghiệp
Tính đến 13 tháng 5 năm 2018
| Câu lạc bộ            | Mùa giải             | Giải vô địch                | Giải vô địch | Giải vô địch | Cúp     | Cúp       | Châu lục | Châu lục  | Tổng cộng | Tổng cộng |
| Câu lạc bộ            | Mùa giải             | Hạng đấu                    | Số trận      | Bàn thắng    | Số trận | Bàn thắng | Số trận  | Bàn thắng | Số trận   | Bàn thắng |
| --------------------- | -------------------- | --------------------------- | ------------ | ------------ | ------- | --------- | -------- | --------- | --------- | --------- |
| F.K. Spartak Moskva   | 2012–13              | Giải bóng đá ngoại hạng Nga | 0            | 0            | 0       | 0         | 0        | 0         | 0         | 0         |
| F.K. Spartak Moskva   | 2013–14              | Giải bóng đá ngoại hạng Nga | 2            | 0            | 0       | 0         | 0        | 0         | 2         | 0         |
| F.K. Spartak Moskva   | 2014–15              | Giải bóng đá ngoại hạng Nga | 19           | 0            | 1       | 0         | –        | –         | 20        | 0         |
| F.K. Spartak Moskva   | 2015–16              | Giải bóng đá ngoại hạng Nga | 19           | 0            | 1       | 0         | –        | –         | 20        | 0         |
| FK Mladá Boleslav     | 2015–16              | Czech First League          | 0            | 0            | 0       | 0         | –        | –         | 0         | 0         |
| F.K. Spartak Moskva   | 2016–17              | Giải bóng đá ngoại hạng Nga | 4            | 0            | 1       | 0         | 0        | 0         | 5         | 0         |
| F.K. Spartak Moskva   | 2017–18              | Giải bóng đá ngoại hạng Nga | 0            | 0            | 1       | 0         | 0        | 0         | 1         | 0         |
| F.K. Spartak Moskva   | Tổng cộng (2 spells) | Tổng cộng (2 spells)        | 44           | 0            | 4       | 0         | 0        | 0         | 48        | 0         |
| F.K. Spartak-2 Moskva | 2013–14              | PFL                         | 21           | 8            | –       | –         | –        | –         | 21        | 8         |
| F.K. Spartak-2 Moskva | 2014–15              | PFL                         | 10           | 7            | –       | –         | –        | –         | 10        | 7         |
| F.K. Spartak-2 Moskva | 2015–16              | FNL                         | 9            | 3            | –       | –         | –        | –         | 9         | 3         |
| F.K. Spartak-2 Moskva | 2016–17              | FNL                         | 29           | 13           | –       | –         | –        | –         | 29        | 13        |
| F.K. Spartak-2 Moskva | 2017–18              | FNL                         | 21           | 2            | –       | –         | –        | –         | 21        | 2         |
| F.K. Spartak-2 Moskva | Tổng cộng            | Tổng cộng                   | 90           | 33           | 0       | 0         | 0        | 0         | 90        | 33        |
| Tổng cộng sự nghiệp   | Tổng cộng sự nghiệp  | Tổng cộng sự nghiệp         | 134          | 33           | 4       | 0         | 0        | 0         | 138       | 33        |

## Quốc tế
Davydov ra mắt cho Đội tuyển bóng đá quốc gia Nga vào ngày 31 tháng 3 năm 2015 trong trận giao hữu với Kazakhstan.